# ابوبکر شکائو
ابوبکر شکائو (به انگلیسی: Abubakar Shekau) در گذشته(۲۰۲۱ میلادی) که با نام مستعار دارالتوحید نیز شناخته می‌شود، رهبر گروه شبه نظامی بوکو حرام نیجریه بود. ابوبکر شکائو تا سال ۲۰۰۹ که محمد یوسف رهبر سابق این گروه کشته شد، معاون وی بود. مقامات نیجریه بر این باور بودند که شکائو در درگیری‌های سال ۲۰۰۹ کشته شده‌است، اما وی در ژوئیه ۲۰۱۰، با انتشار یک پیام ویدئویی ادعای رهبری گروه بوکو حرام را کرد. اسم او در لیست ده رهبر خطرناک‌ترین گروه‌های تروریستی ذکر شده‌است. شکائو در سال ۲۰۲۱ میلادی در نبرد با دولت اسلامی غرب آفریقا، کشته شد.